# Polímero amorfo
Un polímero amorfo es un polímero que debido a la falta de regularidad en su estructura, tacticidad, o por la falta de conformación helicoidal no puede formar cristales, que requieren de un orden en las cadenas del polímero. Muchos polímeros son amorfos; por ejemplo, el poliestireno atáctico.

## Etimología
La palabra amorfo viene del griego «morfe» que quiere decir «forma» y con el prefijo «a» significa «sin forma», debido a que las cadenas no tienen un arreglo espacial constante sino que forman cuerdas aleatorias.
En general, estos polímeros presentan como única transición la temperatura de transición vítrea, ya que no existe realmente una fusión de cristales. Está discutida la naturaleza del estado del vidrio; algunas teorías mencionan que el estado sólido de estos materiales corresponde únicamente al de un líquido subenfriado.
Las ventajas de algunos polímeros amorfos sobre algunos semicristalinos es la transparencia natural inherente al polímero. Sin embargo, plásticos altamente cristalinos, como el PET, pueden presentar alta transparencia si son procesados adecuadamente.
Los polímeros amorfos son también llamados vítreos, puesto que el vidrio tampoco forma cristales. 
Generalmente la entropía de un polímero amorfo es mayor que la de uno similar cristalino, su densidad es menor y no experimenta refuerzo en pruebas de tracción (estrés-elongación).
- Datos: Q6082217